# 岩田弘
岩田 弘（いわた ひろし、1929年2月22日 - 2012年1月31日）は、日本のマルクス経済学者。立正大学名誉教授。

## 人物
日本の代表的なマルクス経済学者、宇野弘蔵に師事し、宇野経済学に依拠しつつ、独自の世界資本主義論を構築した。
その理論は、鈴木鴻一郎をはじめとする当時のマルクス経済学者たちに強い影響を与え､また、1960年代から1970年代にかけての日本の学生運動、とりわけブントにも一定の影響を与えたとされている｡

## 略歴
三重県出身。名古屋大学経済学部在学中に日本共産党に参加し学内細胞のトップとして大須事件に関わり逮捕・起訴、名大卒業後東京大学大学院社会科学研究科に進み1957年に博士課程修了。経済学博士。1964年に立正大学経済学部助教授、同教授を経て2000年立正大学名誉教授。
2012年1月31日、心筋梗塞のため死去。82歳没。

## 著書
- マルクス主義の今日的課題―現代革命論入門 (1966年)
- マルクス経済学〈上〉―資本論 帝国主義論 現代資本主義 (1967年)
- マルクス経済学〈下〉―資本論 帝国主義論 現代資本主義 (1969年)
- マルクス経済学 (1972年)
- 資本主義と階級闘争〈1〉―共産主義 (1972年)
- 現代社会主義と世界資本主義―共同体・国家・資本主義(1989年)
- 世界資本主義〈1〉新情報革命と新資本主義の登場(2006年)
- 現代社会主義と世界資本主義―共同体・国家・資本主義(2006年)